# 李恩芯
李恩芯（2005年7月7日—）是臺灣女子籃球運動員，場上主打控球後衛位置。

## 生平
李恩芯來自花蓮縣玉里鎮卓溪部落（布農族部落），就讀卓楓國小是田徑校隊成員，主攻項目為跳高、鉛球以及短跑，國泰女籃在花蓮進行關懷活動時被總教練鄭慧芸挖掘給淡水商工女籃教練陳美莉，國一進入淡江高中附設國中部，接受洪玲瑤指導基本動作，只在國二時打過乙級地區賽事，高中加入淡水商工，高一即被登錄在高中籃球聯賽（HBL）12人名單，高二在110學年度高中籃球聯賽女子組冠軍戰繳出22分、4籃板、7助攻的成績，率領球隊以87比79擊退北一女中收下冠軍，為自己贏得MVP殊榮。升上高三擔任球隊隊長，2022年9月代表中華臺北征戰U18亞青女籃賽。

## 外部連結
- 李恩芯在fiba.basketball（英语）
- 李恩芯在Eurobasket.com（球員）（英语）